# Whitesboro (Nueva Jersey)
Whitesboro es un lugar designado por el censo ubicado en el condado de Cape May en el estado estadounidense de Nueva Jersey. En el año 2010 tenía una población de 2205 habitantes.

## Geografía
Whitesboro se encuentra ubicado en las coordenadas 39°2′20.41″N 74°51′24.61″O / 39.0390028, -74.8568361.